# 四大菩薩

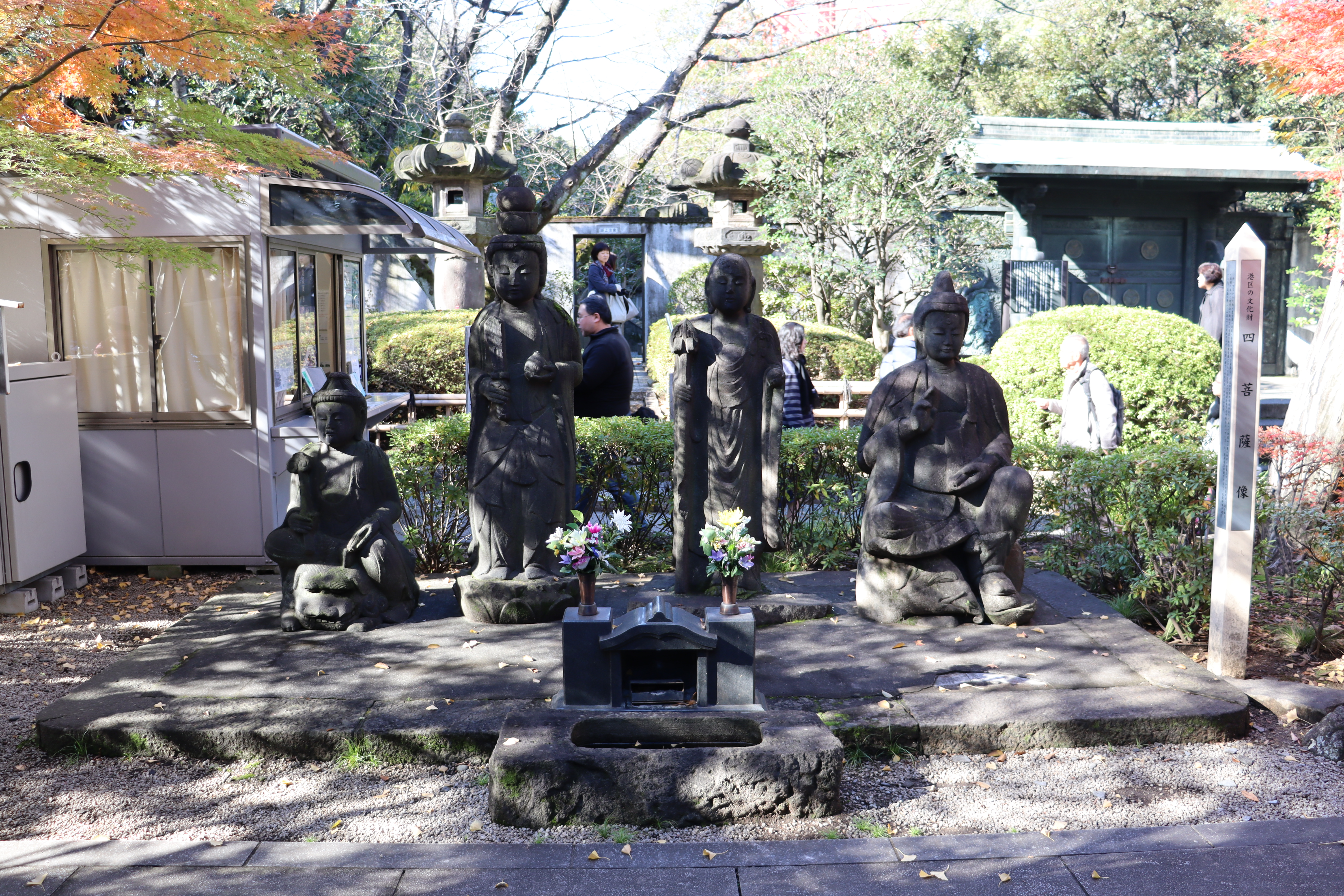
增上寺的四菩薩像（左起分別為文殊菩薩、虛空藏菩薩、地藏菩薩和普賢菩薩，東京都港區登錄有形民俗文化財）

四大菩薩，是佛教信仰中，四尊菩薩的組合，意義因宗派或依據經典而異。
關於四大菩薩有多種說法，在中國最流行的說法是觀音、文殊、普賢、地藏，中國有四大菩薩道場之說，即是四大菩薩的聖地，
或由八大菩薩選出四位大菩薩。

## 通說
- 文殊菩薩 － 釋迦牟尼左脅侍（華嚴三聖），以智慧聞名。
- 普賢菩薩 － 釋迦牟尼右脅侍（華嚴三聖），以大行聞名。
- 觀音菩薩 － 釋迦牟尼左脅侍（娑婆三聖）及 阿彌陀佛左脅侍（西方三聖），以慈悲聞名。
- 地藏菩薩 － 釋迦牟尼右脅侍（娑婆三聖），以大願聞名。

在彌勒佛時代尚未來臨以前，釋迦牟尼佛與脅侍大智文殊師利菩薩、大行普賢菩薩會以佛法濟度眾生，為華嚴三聖。觀音菩薩以慈悲聞名，常以各種化身救濟世人苦難，廣受世人尊敬。地藏王菩薩則發誓「地獄未空，誓不成佛；眾生度盡，方證菩提」，願意犧牲自己、不立即成佛的救度地獄眾生。一般常把文殊、普賢、觀音、地藏，合稱「四大菩薩」。

### 道场
中國有四大菩薩道場（四大佛教名山）之說：觀世音菩薩的道場是浙江普陀山；文殊菩薩的道場是山西五台山；普賢菩薩的道場是四川峨眉山；地藏菩薩的道場是安徽九華山。

## 密教的四菩薩
根據密教的「胎藏曼荼羅」，在曼荼羅中央的「中台八葉院」的四菩薩是普賢菩薩、文殊菩薩、觀音菩薩、彌勒菩薩。

## 金剛經的四菩薩
《金剛經》的四菩薩是金剛眷（金剛藏王菩薩之無限金剛眷屬）、金剛索、金剛愛、金剛語四菩薩。

## 天台宗的四菩薩
天台宗系的四菩薩是阿彌陀如來作為脇侍的金剛法、金剛利、金剛因、金剛語四菩薩。

## 日蓮宗・法華宗的四菩薩
日蓮宗・法華宗根據《法華經》從地涌出品第十五的記述，以『法華經』中的上行、無邊行、淨行、安立行為四菩薩（或稱四士）。